# 골드코스트 풋볼 클럽
골드코스트 풋볼 클럽(영어: Gold Coast Football Club)은 오스트레일리안 풋볼 리그 (AFL)에 소속된 오스트레일리아의 오스트레일리안 풋볼 클럽이다. 선스(Suns)라는 별명으로도 잘 알려져 있다. 퀸즐랜드주 골드코스트에 연고지를 두고 있으며, 캐러라 스타디움을 구장으로 사용한다.